# Ron Meadows
Ron Meadows (Liverpool; 7 de febrero de 1964) es un mecánico y director británico de Fórmula 1. Actualmente es el director deportivo de Mercedes-AMG Petronas Motorsport.

## Carrera
Meadows comenzó su carrera en el automovilismo como mecánico en su adolescencia y fue ascendiendo de rango hasta dirigir su propio equipo de Fórmula 3000. Después de varios años como jefe de equipo, Meadows se mudó a los Estados Unidos para trabajar para Walker Racing en la IndyCar Series. Más tarde, se unió al incipiente equipo British American Racing (BAR) de Adrian Reynard como director de fábrica. Después de que el equipo con sede en Brackley tuviera problemas durante su primera temporada, Meadows fue ascendido a director del equipo y permaneció con ellos hasta que se convirtieron en Honda Racing, y luego asumió el papel de director deportivo en 2008. En 2009, ayudó a Brawn GP a conseguir su único Campeonato Mundial, y permaneció en el mismo puesto de director deportivo cuando Mercedes compró el equipo y ganó ocho títulos de constructores y siete de pilotos. En su puesto actual, Meadows es responsable de gestionar las operaciones del garaje y es la figura principal en el muro de boxes de Mercedes. También representa al equipo en las conversaciones con la FIA y el Grupo de Trabajo Deportivo y se comunica directamente con Michael Masi durante el fin de semana de carrera.